# Перейра, Габриэль Антонио
Габриэль Антонио Хосе Перейра Вильягран (исп. Gabriel Antonio José Pereira Villagrán, 17 марта 1794 — 14 апреля 1861) — уругвайский политик, временный, а впоследствии — конституционный президент страны.

## Биография
Родился в 1794 году в Монтевидео (вице-королевство Рио-де-ла-Плата); его родителями были богатый землевладелец Антонио Перейра Гомес галисийского происхождения и Мария де ла Асунсьон Вильягран Артигас. Его мать была сестрой Рафаэлы Вильягран — жены Хосе Артигаса.
В 1811 году присоединился к революционному движению, во время Второй осады Монтевидео был адъютантом Артигаса. После португальско-бразильской оккупации стал членом масонской Ложи восточных кабальеро, противодействовавшей включению Восточной полосы в состав Бразилии в качестве провинции Сисплатина. После того, как в 1821 году Сисплатинский конгресс всё-таки сделал это, он вошёл в состав городского совета Монтевидео, где в 1822—1823 годах занимал антибразильскую позицию. Был послан в Буэнос-Айрес с целью попытаться получить поддержку правительства Соединённых провинций Южной Америки, но безуспешно.
В 1825 году после того, как Тридцать три Ориенталес высадились на восточном берегу реки Уругвай, 14 июня в городке Флорида собрался Флоридский конгресс. Габриэль Антонио Перейра вошёл в число тех, кто 25 августа подписал Декларацию о независимости Восточной провинции от Бразилии и её вхождению в состав Соединённых провинций. После того, как в результате аргентино-бразильской войны в 1828 году было достигнуто соглашение о создании независимого государства Уругвай — вошёл в состав его Генеральной конституционной и законодательной ассамблеи, и принял участие в подготовке Конституции 1830 года.
В 1830 году был избран сенатором в первый состав официального законодательного органа страны. В 1831—1832 годах был министром финансов, в 1833—1839 — вновь сенатором. Тем временем в стране началась гражданская война: в 1838 году бывший президент Фруктуосо Ривера при поддержке Республики Риу-Гранди вторгся в страну, и подошёл к столице. В течение недели Перейра был временным президентом: 24 октября он принял полномочия у подавшего в отставку президента Мануэля Орибе, а 1 ноября передал их Фруктуосо Ривере.
В 1843 году война вернулась на территорию Уругвая, и теперь уже войска Орибе осадили Монтевидео. Было создано «правительство обороны», и Государственный совет распустил Парламент, заменив его Ассамблеей знати. Перейра в 1843 году стал членом Ассамблеи знати, а в 1847 году стал правительственным министром.
1 марта 1856 года Габриэль Антонио Перейра стал президентом республики, и пробыл на этом посту до 1 марта 1860 года. Во время своего президентства ему пришлось подавить восстание 1858 года, поднятое генералом Сесаром Диасом. На следующий год после окончания президентского срока он вновь стал сенатором, а вскоре после этого скончался.